# Vahitahi
Vahitahi is een atol in de Tuamotuarchipel (Frans-Polynesië). Het atol hoort bestuurlijk tot de gemeente Nukutavake. In 2017 woonden er 68 mensen, voornamelijk in het dorp Mohitu in het westen. 

## Geografie
Vahitahi ligt 41 km ten zuidoosten van het atol Akiaki en 1091 km ten oosten van Tahiti. Het is ovaalvormig, met een lengte van 10 km en een breedte van 4,5 km. Het landoppervlak bedraagt 2,5 km². Er is een lagune met oppervlakte van 13 km², zonder bevaarbare doorgang naar zee. Het eiland is rijkelijk beplant met kokospalmen. Het regelmatige patroon van deze aanplantingen is met Google Earth goed te zien. Het atol ontstond rond de top van een vulkaan die 38,9 tot 39,4 miljoen jaar geleden 3410 meter van de zeebodem oprees.  

## Geschiedenis
Volgens onderzoekingen uit de jaren 1930 zijn er diverse resten van prehistorische Polynesische bewoning op het eiland. De eerste Europeaan die het eiland vermeldde was de Franse zeevaarder Louis Antoine de Bougainville op 22 maart 1768. Rond 1850 werd het eiland Frans territorium; er woonden toen ongeveer 30 mensen.
Nog steeds is het maken van kopra de voornaamste economische activiteit op het eiland. Daarnaast worden zeekomkommers gevangen voor de export naar Azië. Verder is er enig toerisme. Sinds 1986 is er een start- en landingsbaan van 800 meter. Er werden volgens cijfers uit 2019 gemiddeld 950 passagiers in ongeveer 100 vluchten per jaar vervoerd.

## Ecologie
Er komen 33 vogelsoorten voor waaronder zes soorten van de Rode Lijst van de IUCN waaronder de hendersonstormvogel (Pterodroma atrata) en de endemische tuamotujufferduif (Ptilinopus coralensis) en zuidzeewulp (Numenius tahitiensis).